# Qcodo
Qcodo Development Framework — каркас разработки фреймворк на PHP5 с открытым исходным кодом который сфокусирован на том, чтобы избавить разработчиков от ненужного, рутинного программирования.
Каркас состоит из двух главных составляющих: Code Generator и Qforms.